# Saalhof

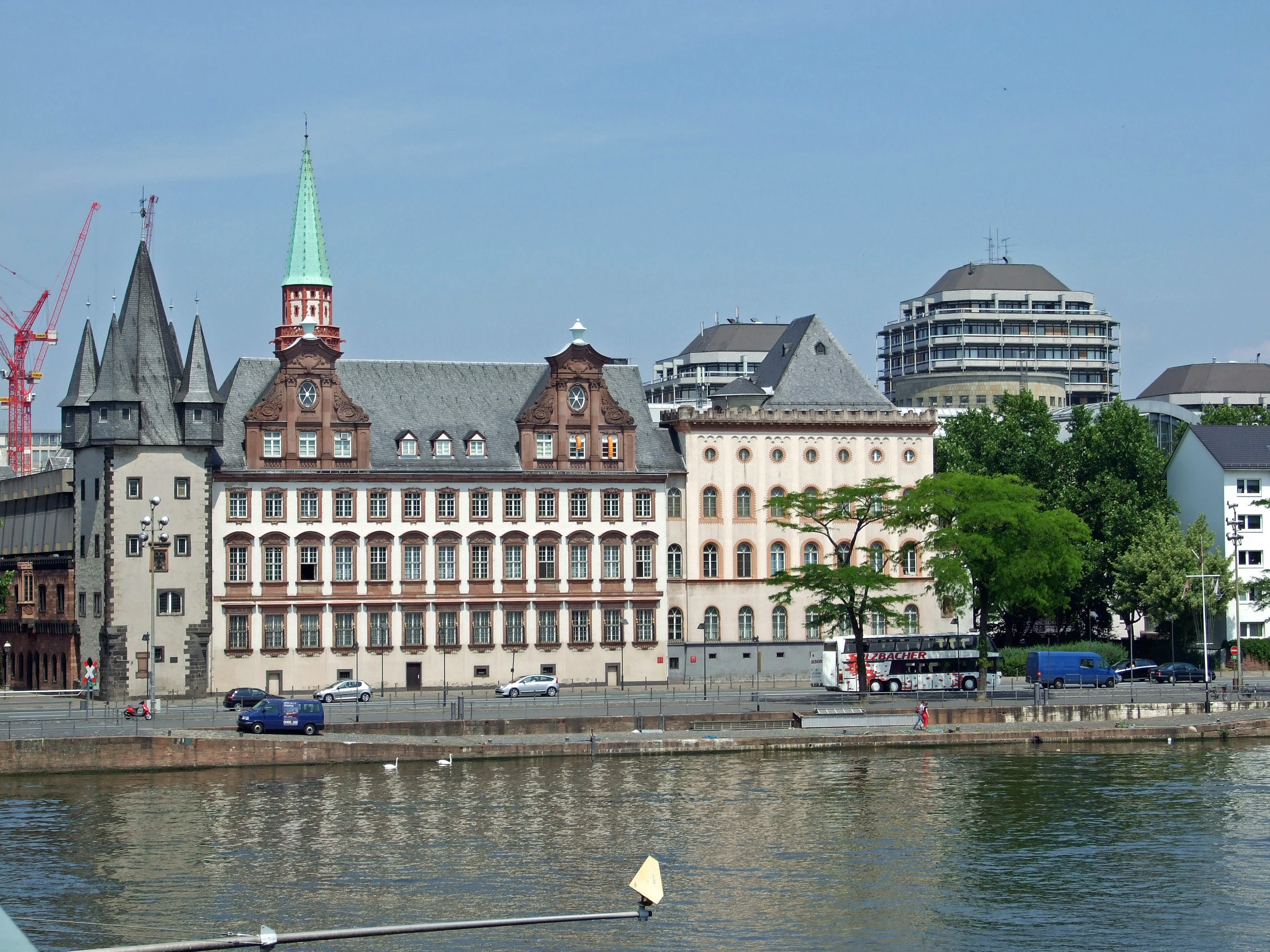
Saalhof. Från vänster: Rententurm, Bernusbau, Burnitzbau och Kaiserkapelle.

Saalhof är samlingsnamnet på en grupp byggnader vid floden Main i Frankfurt. Det ursprungliga Saalhof var en borg som byggdes i mitten av 1100-talet åt den tysk-romerske kejsaren Konrad III. Han tillhörde släkten Staufer och borgen kom att användas som kejsarborg (Kaiserpfalz) under resten av deras regeringstid. Under denna tid ägde bland annat minst 16 riksdagar rum i borgen. Vid bygget av stadsmuren Staufenmauer omkring 1180 blev     
borgen en del av denna. Sedan ätten Staufer förlorat makten på 1260-talet förlorade borgen i betydelse i och med att den förlorade sin status som kejsarborg. Saalhof användes nu bland annat som saluhall åt holländska tyghandlare under Frankfurtmässorna och byggdes med tiden ut. Stora delar av det som varit kejsarborgen fanns dock kvar i början av 1800-talet. 
Det Saalhof man ser idag består av de intill varandra liggande byggnaderna Rententurm, Bernusbau, Burnitzbau och Kaiserkapelle (Kejsarkapellet). Det ursprungligen till stadsmuren hörande tornet Rententurm byggdes 1454 till 1456. Intill detta byggdes mellan 1715 och 1717 Bernusbau i barock stil och intill detta i sin tur det nyromanska Burnitzbau 1840-1842. Vid bygget av Burnitzbau revs det mesta av de kvarvarande delarna av den gamla kejsarborgen, men Kejsarkapellet lämnades kvar. Detta romanska kapell byggdes omkring 1200, förmodligen som ett privat kapell åt kejsaren och räknas som den näst äldsta bevarade byggnaden i Frankfurt (den äldsta är Justinuskirche i stadsdelen Frankfurt-Höchst). 
Saalhof förstördes till stor del av bomber 1944 men den del av Saalhof som är vänd mot Main rekonstruerades. På den norra sidan byggdes istället det historiska museet 1971-72.

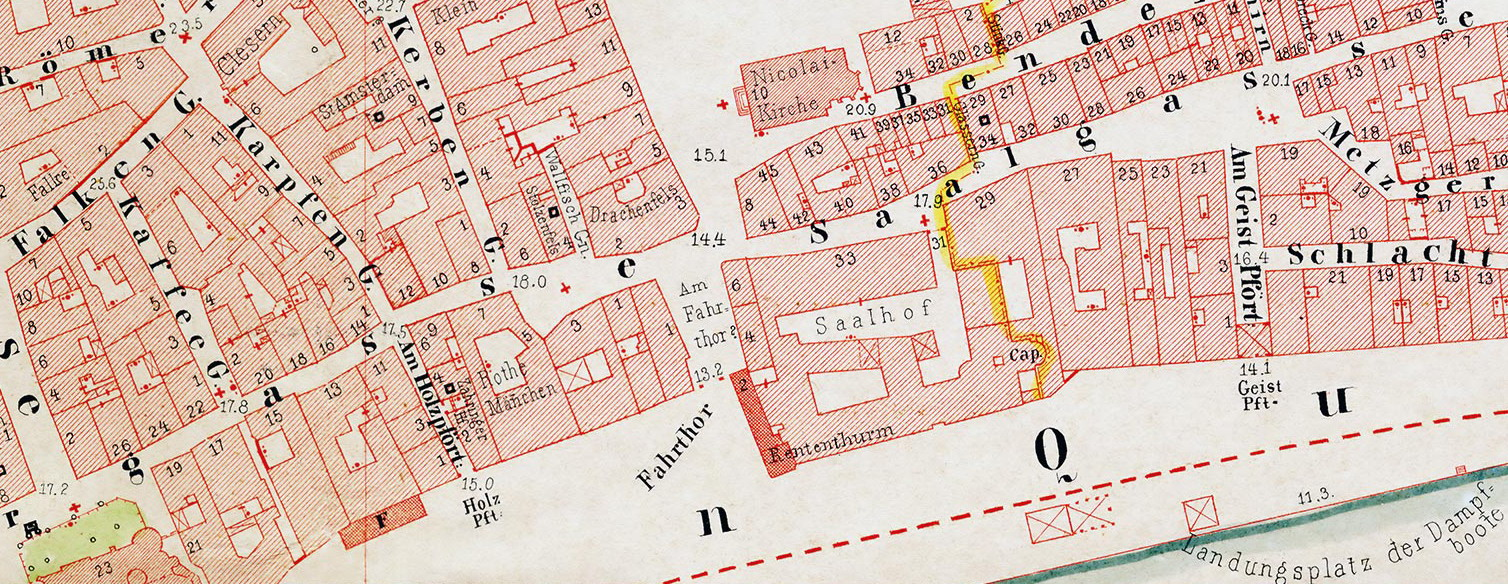
Läge på en karta från 1862
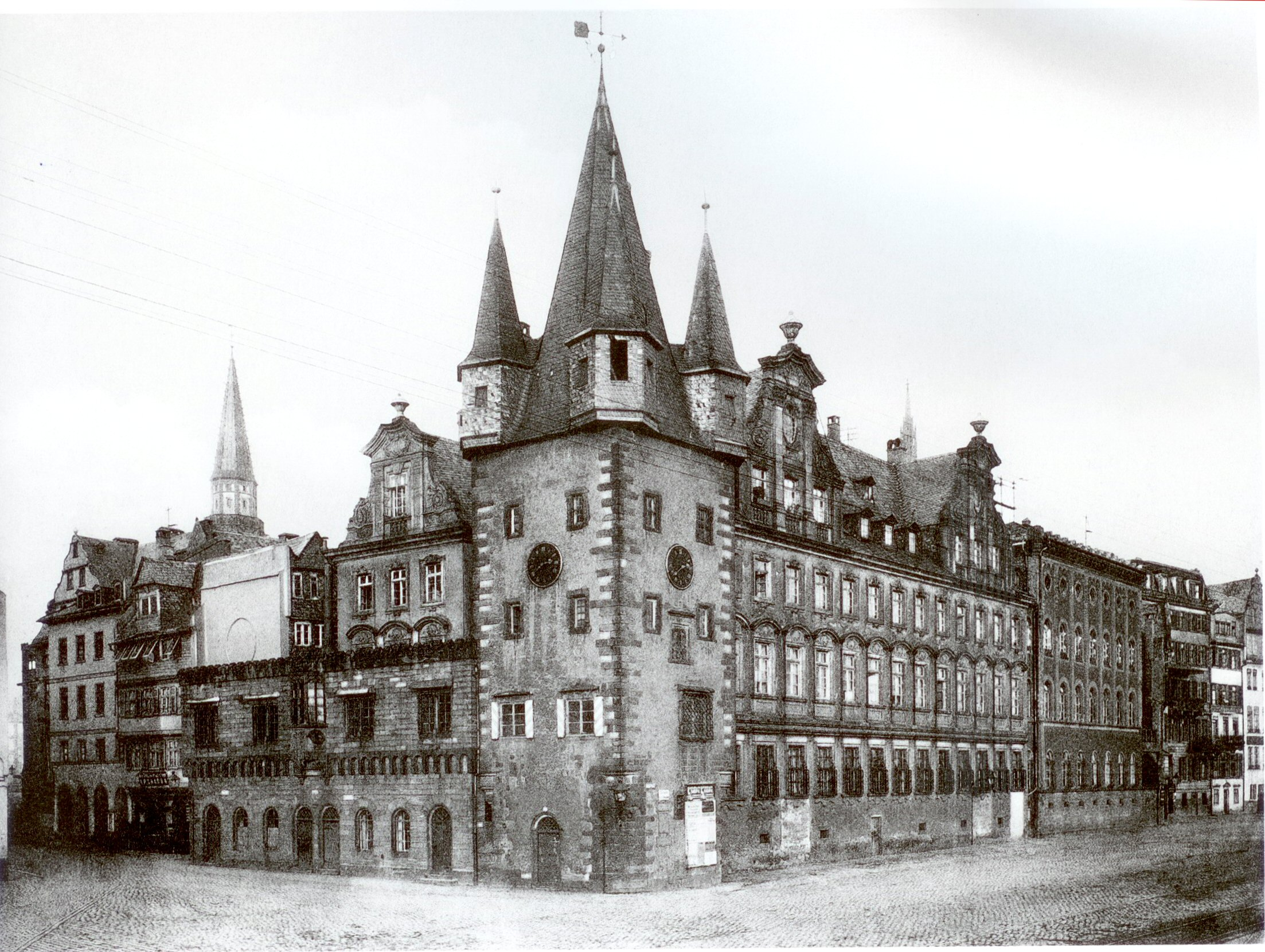
Saalhof omkring 1900
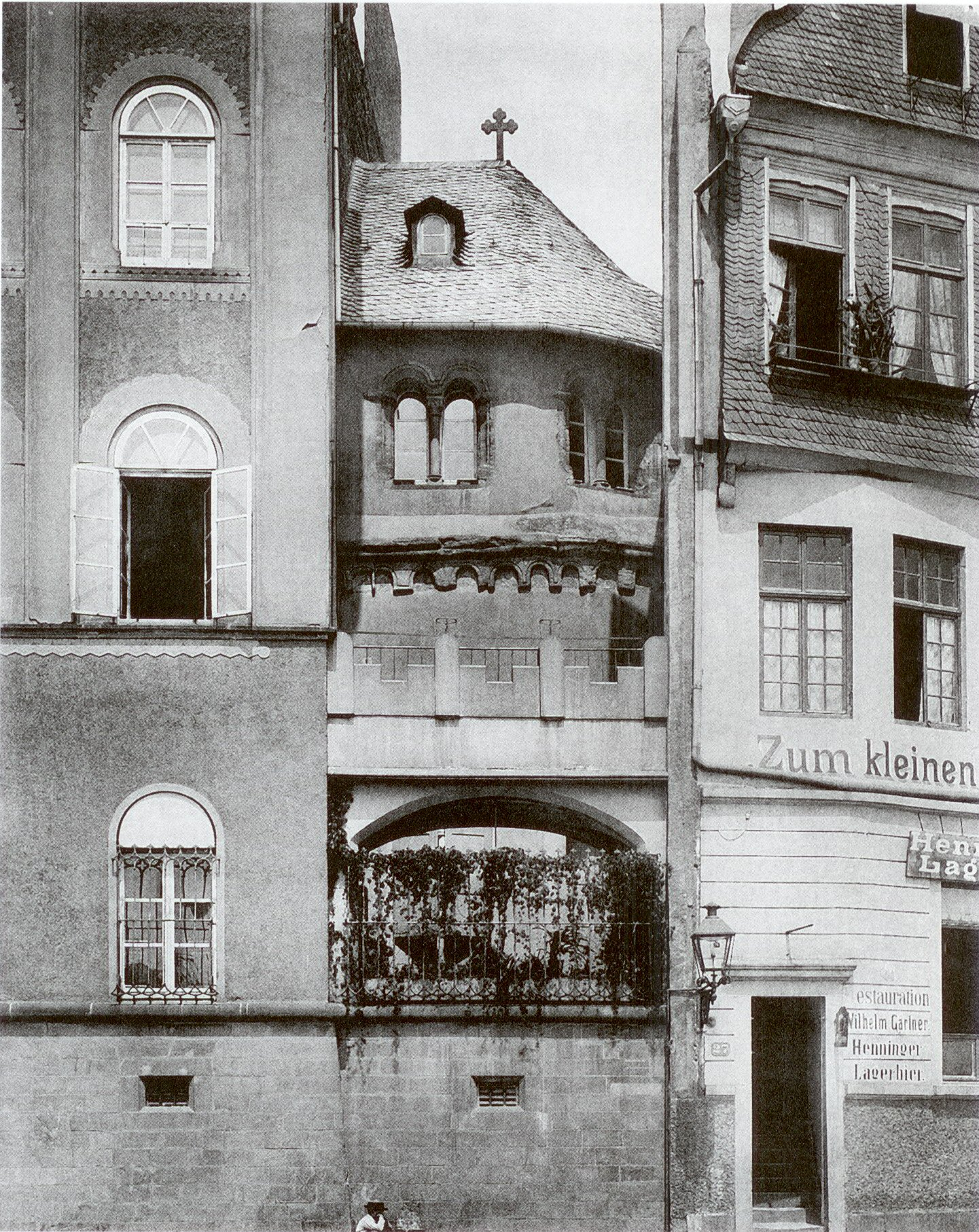
Kaiserkapelle (i mitten) och Burnitzbau (t.v.) omkring 1900
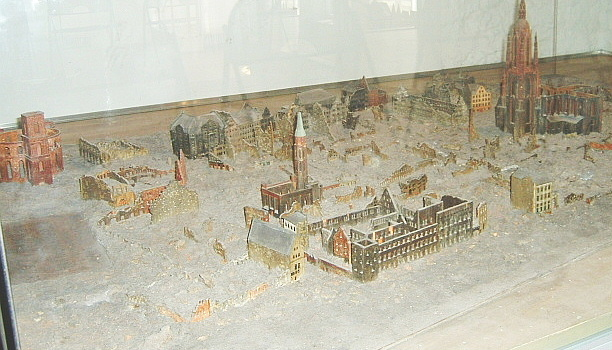
Modell av Saalhof och dess omgivning 1944